# Segura (Gipuzkoa)
Segura is een gemeente in de Spaanse provincie Gipuzkoa in de regio Baskenland met een oppervlakte van 9 km². Segura telt 1.472 inwoners (1 januari 2016).